# Blackdown Tableland National Park
Blackdown Tableland National Park är en park i Australien. Den ligger i delstaten Queensland, omkring 560 kilometer nordväst om delstatshuvudstaden Brisbane.
Trakten runt Blackdown Tableland National Park är nära nog obefolkad, med mindre än två invånare per kvadratkilometer.. Det finns inga samhällen i närheten.
I omgivningarna runt Blackdown Tableland National Park växer i huvudsak städsegrön lövskog.  Genomsnittlig årsnederbörd är 860 millimeter. Den regnigaste månaden är januari, med i genomsnitt 180 mm nederbörd, och den torraste är augusti, med 14 mm nederbörd.